# Alexander Porter (Radsportler)
Alexander „Alex“ Porter (* 13. Mai 1996 in Adelaide) ist ein ehemaliger australischer Radsportler, der auf Bahn und Straße aktiv ist.

## Sportliche Laufbahn
Ab 2013 startete Alexander Porter international bei Junioren- und Elite-Wettbewerben. Im ersten Jahr errang er bei den ozeanischen Bahnmeisterschaften die Bronzemedaille im Scratch. 2014 wurde er gemeinsam mit Sam Welsford, Daniel Fitter und Callum Scotson Junioren-Weltmeister in der Mannschaftsverfolgung, bei den Ozeanienmeisterschaften belegte er im Scratch Platz zwei.
2016 errang Porter mit Sam Welsford, Michael Hepburn, Luke Davison, Callum Scotson und Miles Scotson den Weltmeister-Titel in der Mannschaftsverfolgung, mit Welsford, Miles Scotson und Rohan Wight entschied er zudem diese Disziplin beim Lauf des Bahnrad-Weltcups in Hongkong für die australische Mannschaft. 2017 wurde er zweifacher Ozeanienmeister, im Scratch sowie in der Mannschaftsverfolgung (mit Kelland O’Brien, Sam Welsford und Callum Scotson).
Ebenfalls 2017 holte Alexander Porter seinen ersten Titel auf der Straße, als er nationaler U23-Meister im Kriterium wurde. Im April des Jahres wurde er bei den Weltmeisterschaften in Hongkong ein zweites Mal Weltmeister in der Mannschaftsverfolgung (mit Cameron Meyer, Sam Welsford, Nicholas Yallouris, Kelland O’Brien und Rohan Wight) und 2019 mit Welsford, O’Brien, Cameron Scott und Leigh Howard zum dritten Mal. Dabei stellte der australischen Vierer mit 3:48,012 Minuten einen neuen Weltrekord auf.
Bei den Olympischen Spielen in Tokio errang Porter (mit Sam Welsford, Leigh Howard, Lucas Plapp und Kelland O’Brien) die Bronzemedaille in der Mannschaftsverfolgung. Anschließend beendete er seine sportliche Laufbahn.

## Erfolge

### Bahn
2014
- Junioren-Weltmeister – Mannschaftsverfolgung (mit Sam Welsford, Daniel Fitter und Callum Scotson)
- Ozeanienmeisterschaft – Scratch

2015
- Australischer Meister – Mannschaftsverfolgung (mit Alexander Edmondson, Callum Scotson und Miles Scotson)

2016
- Weltmeister – Mannschaftsverfolgung (mit Sam Welsford, Michael Hepburn und Miles Scotson)
- Bahnrad-Weltcup in Hongkong – Mannschaftsverfolgung (mit Sam Welsford, Miles Scotson und Rohan Wight)
- Australischer Meister – Mannschaftsverfolgung (mit Alexander Edmondson, Callum Scotson und Miles Scotson)

2017
- Weltmeister – Mannschaftsverfolgung (mit Cameron Meyer, Sam Welsford, Nicholas Yallouris, Kelland O’Brien und Rohan Wight)
- Ozeanienmeister – Scratch, Mannschaftsverfolgung (mit Kelland O’Brien, Sam Welsford und Callum Scotson)

2017/18
- Australischer Meister – Zweier-Mannschaftsfahren (mit Rohan Wight)

2018
- Commonwealth Games – Mannschaftsverfolgung (mit Sam Welsford, Leigh Howard und Kelland O’Brien)
- Bahnrad-Weltcup in Berlin – Mannschaftsverfolgung (mit Sam Welsford, Kelland O’Brien, Cameron Scott und Leigh Howard)

2018/19
- Ozeanienmeisterschaft – Punktefahren

2019
- Weltmeister – Mannschaftsverfolgung (mit Sam Welsford, Kelland O’Brien und Leigh Howard)
- Weltcup in Brisbane – Mannschaftsverfolgung (mit Sam Welsford, Leigh Howard und Kelland O’Brien)

2021
- Olympische Spiele – Mannschaftsverfolgung (mit Sam Welsford, Leigh Howard, Lucas Plapp und Kelland O’Brien)

### Straße
2017
- Australischer Meister (U23) – Kriterium
- Sprintwertung Cadel Evans Great Ocean Road Race

## Teams
- 2019 Pro Racing Sunshine